# Ruven Afanador
Ruven Afanador (Bucaramanga, 22 de octubre de 1959) es un fotógrafo colombiano nacionalizado en Estados Unidos, donde llegó a sus 14 años para establecerse junto con su familia en Míchigan. Fue allí donde empezó a desarrollar su oficio. Es reconocido a nivel internacional por ser uno de los fotógrafos de moda más influyentes, por la calidad de sus retratos y editoriales de moda. Desde muy joven ha fotografiado para revistas como Elle, Vogue, Vanity Fair, Rolling Stone y New York Times Magazine. Frente a su lente han posado personalidades de Hollywood como Quentin Tarantino, George Clooney, Al Pacino, Céline Dion; y políticos como Barack Obama y Hillary Clinton.

## Biografía

### Primeros años
Hijo de Enrique Afanador, un vendedor de relojes y coleccionista de antigüedades, y de Isabel Peña, una maestra del Colegio Adventista Libertad de Bucaramanga. Los padres de Ruven Afanador, trabajaron en el negocio de la floristería con Enrique López Rovira, quien era primo-hermano del presidente Alfonso López Pumarejo. La floristería estaba ubicada en la casa quinta de don Enrique López, quien la había construido siguiendo un estilo republicano y es, en dicha edificación, en donde actualmente funciona el Museo de Arte Moderno de Bucaramanga, lugar en donde expuso en 1992. Lo anterior está documentado en el perfil de Afanador escrito por Felipe Restrepo Pombo y publicado en el libro 16 retratos excéntricos.
Vivió en Bucaramanga con sus tres hermanas (Marlene, Marta Cecilia y Elizabeth) y sus padres hasta el año de 1972. Cuando Ruven cumplió los 14 años, su familia decidió irse a los Estados Unidos de América para establecerse en Míchigan, en busca de un futuro mejor para la educación de sus hijos.
En 1978 al ver la película Eyes of Laura Mars (Irvin Kershner), decidió que quería dedicarse a la fotografía. El barrio en el que creció antes de convertirse en un adolescente (en Bucaramanga) estaba situado cerca del mejor estudio de fotografía de la ciudad, Foto Serrano, donde pasaba horas espiando a las reinas de belleza y a la clientela que entraba al sitio para ser fotografiada. Siempre le gustó ver el proceso que se llevaba a cabo a la hora de fotografiar a una persona, desde los 12 años al ver su primera película se sintió apasionado por el cine y la fotografía.

#### Educación
Desde el sótano de su pequeña casa en el pueblo de Harbor Springs en Míchigan, Ruven empezó a realizar sus primeras tomas, haciendo de su hermana Marta (una de las mayores) el personaje principal de sus obras en la adolescencia. Lo que empezó como una simple distracción de adolescentes sería en varios años lo que lo llevaría a ser un fotógrafo reconocido mundialmente. Luego de terminar sus estudios de preparatoria en Harbor Springs, su familia se muda al Condado de Washington (Maryland). En Maryland se enfrenta a la decisión de escoger una carrera para la universidad y su primera opción es enfocada en los negocios y la administración. Se retira de dicha ocupación, ya que descubre que lo suyo son las artes y allí decide enfocar sus estudios en la escultura y el diseño gráfico.
Gracias al vago contacto que tuvo con el diseño gráfico descubrió en este la pasión por la fotografía y de esa manera tomó la decisión de vivir de una cámara por el resto de su vida. Sus padres preocupados lo apoyaron y le regalaron su primera cámara una Minolta y así emprendió el camino para convertirse en un famoso fotógrafo, retratando en un comienzo a sus hermanas e incluso a su madre.

### Comienzos profesionales
En sus años como estudiante conoció a Eric Ekhart, por quien fue influenciado ya que le dio a conocer el trabajo de Irving Penn y Richard Avedon, en donde Ruven encontró inspiración. Ekhart le dio un sabio consejo, él conocía que era esencial para Afanador realizar en Europa parte de sus estudios como artista. Ruven decidió , con un poco de terquedad quedarse en Washington trabajando como asistente en unos de los estudios fotográficos. Al pasar el tiempo se muda a Nueva York en busca de mejores oportunidades laborales, ya que su residencia tenía limitaciones para crecer profesionalmente y convertirse en un artista de renombre. Sin embargo, aun viviendo en una ciudad con un medio mucho más artístico y liberal fue rechazado constantemente. Ruven tuvo una etapa de su vida llena de gran frustración, lo cual fue necesario para que se motivara en irse a ese lugar que su antiguo amigo y maestro (Ekhart) le había sugerido, Europa. Decidió irse a vivir a Milán, Italia.

#### Italia
Italia fue la responsable de darle a Ruven la oportunidad de desenvolverse como artista y reconocer lo que quería reflejar en sus obras. Sintió un inmenso amor por su país natal, por Bucaramanga y Colombia y siempre quiso expresar que su anhelo era reflejar ese sentimiento en sus obras. En Milán fue armando poco a poco su portafolio, empezando con cierto número de improvisaciones. Siempre en sus fotografías se reflejaba el paisaje europeo contrastado con las raíces latinoamericanas.
Luego de un trabajo arduo y constante durante seis meses, volvió a Estados Unidos con un aire nuevo y fresco, regresó para llegar al punto máximo en su profesión y establecerse como uno de los mejores fotógrafos de la época. Mostró su carpeta en distintas revistas, publicaciones famosas y agencias publicitarias que quedaban atónitas con su estilo innovador.

## Profesión y apogeo
Hoy en día, Ruven Afanador ha trabajado con revistas como Vogue, Elle, Rolling Stone, New York Times Magazine, Vanity Fair, y otras de renombre, a las cuales ha participado como fotógrafo de cabecera en muchas de sus personajes de portada. Fotografió desde estrellas de rock o de la farándula, hasta personajes de la moda o la cultura. Ha fotografiado a personajes como Britney Spears, Christina Aguilera Salma Hayek, Jennifer López, Scarlett Johansson, Liv Tyler, Al Pacino, Diana Ross, Robert De Niro, Antonio Banderas, Tina Fey, Linda Evangelista, Liv Tyler, Debra Messing, Sandra Bullock, Jennifer Aniston, Janet Jackson, Céline Dion, Isabelle Adjani,  entre otras figuras de Hollywood famosas. Incluso ha fotografiado a colombianos como Sofía Vergara y Gabriel García Márquez. En 2008 realizó el cartel anunciador de la XV Bienal de flamenco de Sevilla.

### Influencias e inspiración
Sus influencias van más allá de la fijación en otro artista famoso o en un movimiento artístico específico. Su inspiración viene más desde su vida personal, de su infancia. Dice siempre que a la hora de capturar escenas con imágenes espléndidas, tiene en consideración de mayor importancia, identificarse con su origen, su país y ciudad natal, aquel lugar en el que creció hasta la adolescencia y que generó en él, su primer interés por la estética de la fotografía, la moda y la belleza. Al estar lejos de Colombia dice que cayó en la cuenta de que , a pesar de la distancia, siempre iba a existir en su alma esa esencia latinoamericana, que al parecer no puede ocultar en sus obras. Este fue el factor que ayudó a que se destacara entre los demás fotógrafos del mundo; el amor y la fidelidad por su naturaleza lo llevó a crecer como profesional y como ser humano.
A pesar de no tener una influencia directa de alguno de sus colegas artistas, Afanador ha sentido gran admiración por un escritor colombiano de renombre Gabriel García Márquez ganador del Premio Nobel de Literatura en el año de 1982.La identificación y admiración por este escritor se da gracias a que García Márquez es conocido a su vez por la descripción colombiana en muchas de sus obras, al igual que posee un reconocimiento latinoamericano que lo caracteriza. De igual
La obra característica más famosa de Ruven Afanador se tiene en cuenta para el desarrollo del libro Mil Besos. Fue el tercero de sus libros fotográficos, pero el primero compuesto únicamente por la figura femenina con una variedad de fotografías exponiendo en vida a la mujer. En una entrevista realizada por la revista Summus, perteneciente a El Espectador, -diario de Colombia-, Afanador confiesa que la obra está inspirada en Isabel, su madre, es un reconocimiento a lo que ella representa y representó en su vida, a sus enseñanzas y al gran cariño que le brindó a lo largo de su existencia. Sin embargo, Ruven reconoce que el libro es un homenaje a la mujer en general.
En el primero de sus libros le pidió a Héctor Abad que escribiera el prólogo de su libro porque leyó uno de sus trabajos 'Tratado de culinaria para mujeres tristes' y quedó alucinado.

## Premios y exhibiciones

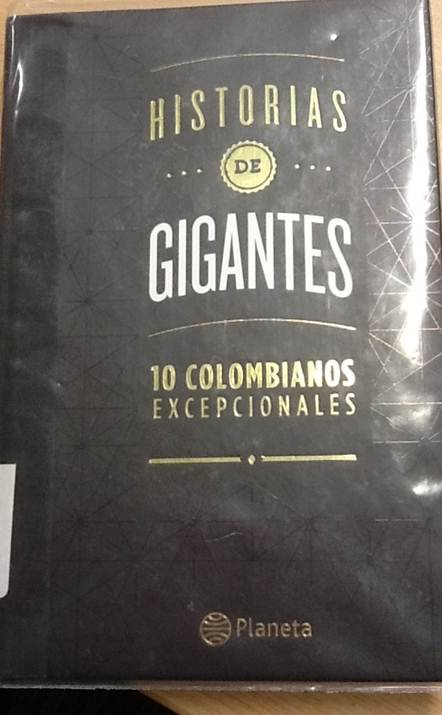
Historias de gigantes - 10 colombianos excepcionales

En 1992 Fotografías, Retrospective, Museo de Arte Moderno, Bogotá, Colombia, 5 de marzo - mayo
En 1994 Photographs, Retrospective, Prinz, Kyoto, Japan, 10 de agosto - 18 de octubre
En el año 2000 ganó como “Fotógrafo del año Fashion Awards-Paris”
En el 2002
- Ruven Afanador: Retrospectiva de su Fotografía de Alta Costura, Foto Museo, Bogotá, Colombia, 9 - 25 de marzo
- Torero, Throckmorton Fine Art, New York, New York, 11 de julio - 14 de septiembre
- Ruven Afanador: Retrospectiva de su Fotografía de Alta Costura, Foto Museo, Medellín, Colombia, 12 -30 de agosto
- Torero, Arte Fino Gallery, Zúrich, Switzerland, 19 de octubre - 18 de diciembre
- Artista del Mundo: Ruven Afanador, Instituto Municipal de Cultura, Biblioteca Gabriel Turbay, Bucaramanga, Colombia, 5 de octubre - 19 de diciembre.
En el 2003 una de sus obras fue premiada y catalogada como la mejor en los medios impresos.
En el 2004 Sombra, Throckmorton Fine Art, New York, New York, New York, 10 de junio - 31 de julio
En el 2006 Seven, Ruven Afanador, Fuzzi Collections, Forma Photography Center, Milan, 25 de septiembre - 1 de octubre
En el 2008 Mil Besos, Large Format Installation, Avenida de la Constitución, Sevilla, Spain, 15 de septiembre - 15 de diciembre
En el 2009
- Mil Besos, Large Format Installation, Centro Cultural De la Memoria de Andalucía, Granada, 2 de octubre – 15 de enero
- Mil Besos, Throckmorton Fine Art, New York, New York, 29 de octubre - 12 de diciembre
- Mil Besos, Large Format Installation, Avenida del Gran Capitán, Córdoba, Spain, 19 de junio - 26 de julio
- Prohibido el Cante (No Singing Allowed), Flamenco & Photography, Exhibition, Centro Andalúz de Arte Contemporáneo, Sevilla, Spain, 3 de abril - 30 de agosto
- Mil Besos, Large Format Installation, Puerto Madero, Buenos Aires, Argentina, 23 de febrero - 23 de marzo
En el 2010
- Mil Besos, Large Format Installation, Calle Real, San Fernando (Cádiz), Spain, 17 de septiembre - 28 de noviembre
- Mil Besos, Large Format Installation, Avenida del Parque, Málaga, Spain, 23 de junio – 8 de agosto
- Mil Besos/Torero, Fahey/Klein Gallery, Los Ángeles, California, 11 de febrero – 27 de marzo 
- Prohibido el Cante (No Singing Allowed), Flamenco & Photography, Aperture Gallery and Instituto Cervantes, New York, New York, 5 de febrero – 1 de abril
En el 2011
- Roses by..., 20 Artists for a Rose..., Lancôme, Paris, September 8th - 22, 2011, Artcurial, Hotel Marcel Dassault, Paris, France
- Yo Seré Tu Espejo..., Ruven Afanador / 80 Retratos, Museo de Arte Moderno de Bogotá, 25 de agosto -  9 de octubre
-Beyond Words. Photography in the New Yorker, Howard Greenberg Gallery, New York, NY, 14 de septiembre - 22 de octubre
En el 2012
Yo Seré Tu Espejo..., Ruven Afanador / 80 Retratos, Museo de Arte Moderno de Bucaramanga / Centro Cultural del Oriente, Colombia, 16 de agosto - 23 de septiembre
- Yo Seré Tu Espejo..., Ruven Afanador / 80 Retratos, Museo de Arte Moderno de Barranquilla, Colombia, 28 de julio - 12 de agosto

- Roses by..., 20 Artists for a Rose..., Lancôme, Madrid Foto / Cuarta Edición, Madrid, Spain, 7 – 11 de junio

- Lady Dior As Seen By... Plaza 66, Shanghái, China, 13 de mayo – 15 de junio

- Roses by..., 20 Artists for a Rose..., Lancôme, Galleria Carla Sozzani, Milan, Italy, 27 de abril – 1 de mayo

- Beyond Words... Photography in the New Yorker, Ullens Center for Contemporary Art, Beijing, China, 24 de abril – 10 de junio

- Lady Dior As Seen By... Dior Flagship / Ginza, Tokyo, Japan, 22 de abril - 10 de mayo.
- Lady Dior As Seen By... China Central Place, Beijing, China, 15 de diciembre – 16 de enero[8]

En enero de 2022 presentó "Hijas del agua", una exposición fotográfica sobre las comunidades indígenas de Colombia. En colaboración con la artista Ana González, la muestra se presentó en Cartagena de Indias en el marco del Hay Festival 2022. La muestra constaba de 60 retratos de miembros de 26 etnias de los departamentos de La Guajira hasta el Amazonas, en el sur de Colombia. Entre las comunidades retratadas están los wayuu, kogui, yagua, tucano, gunadule, uitoto, misak, yucuna, arhuaco, pachacuarí, nukak, kamëntsá, koreguaje, emebera chamí, inga, nasa y wounaan.

## Menciones y publicaciones
- ARTnews enero de 2010.

Volumen 9 Revista (2010) ArtNexus
14 de septiembre de 2009 New Yorker
Paris Photo
17 de septiembre de 2009 Summus
7 de agosto de 2011 Gaceta
Agosto de 2011 Diners

## Libros
- Torero, libro editado en el 2001, contiene 175 fotografías sobre el mundo de la tauromaquia.
- Sombra, prologado por Jean-Paul Gaultier.
- Mil besos, en el 2009.